# Oscar Rex
Oscar Rex, Schreibweise des Vornamens auch Oskar (* 26. März 1857 in Graz; † 8. Februar 1929 in Prag) war ein österreichischer Genremaler.

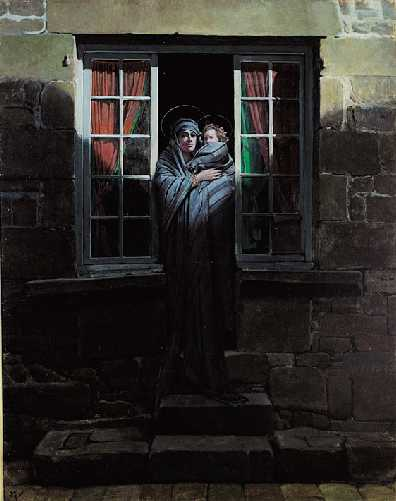
Madonna mit Kind

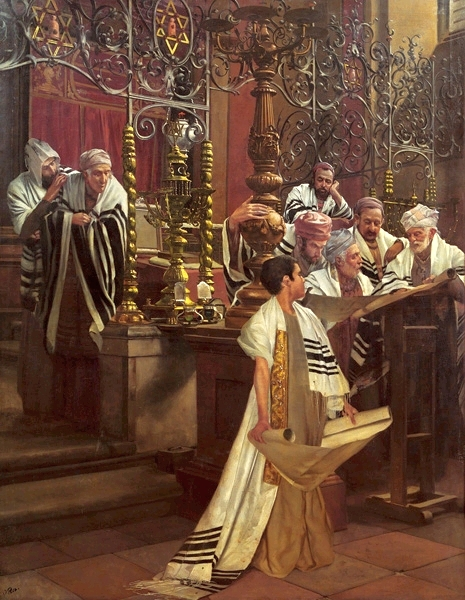
Bar Mitzwa

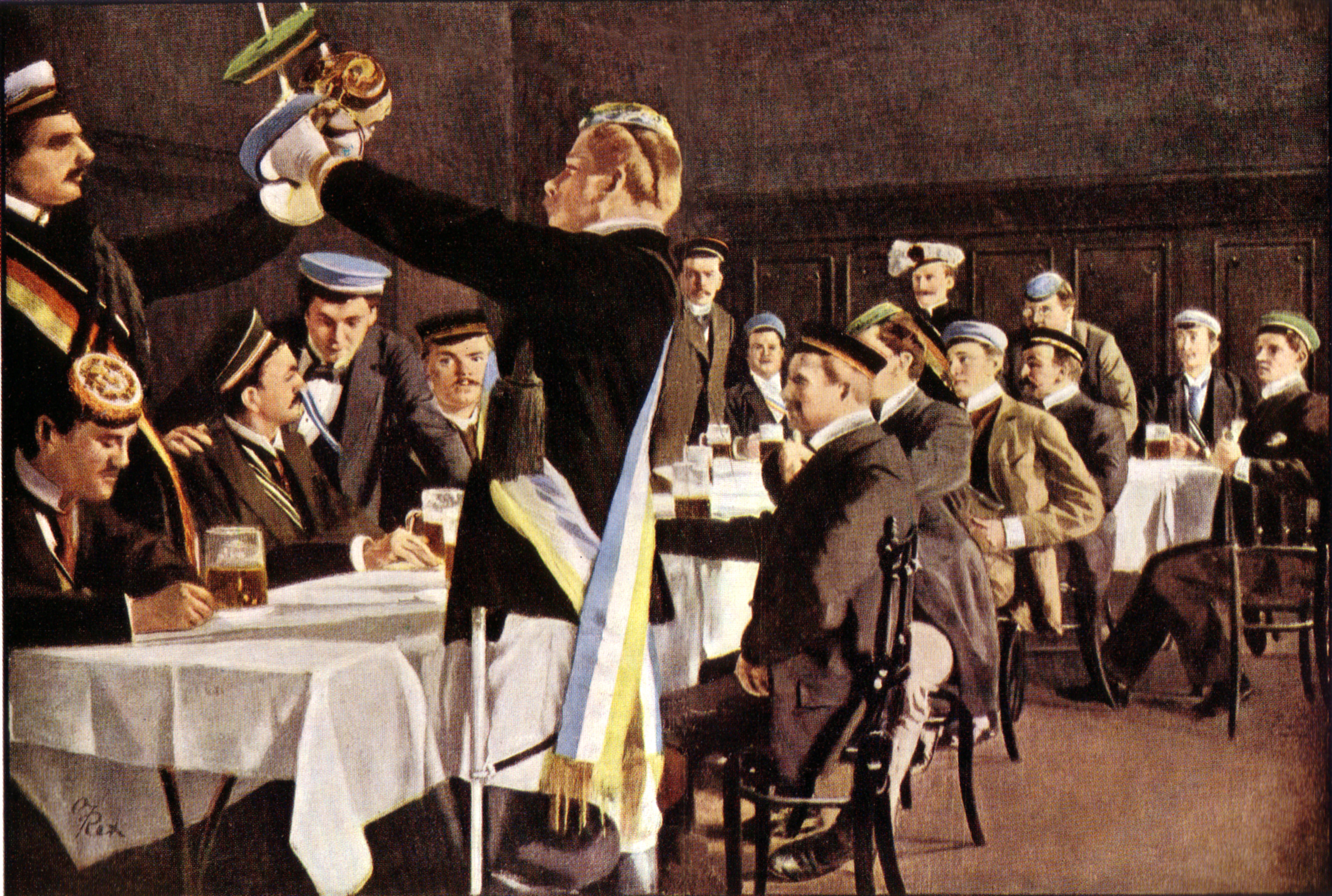
Landesvater der deutschen Studenten in Prag (um 1905)

## Leben
Rex wuchs in seiner Heimatstadt Prag auf. Von 1876 bis 1877 war er Mitglied des Corps Austria und ab ca. 1889 des Corps Palaio-Austria in Prag.
Im Januar 1878 ging er nach München zum Studium an die Akademie der bildenden Künste. Anschließend lebte er ab 1881 in Paris und war nach 1886 Schüler bei Mihály von Munkácsy, sowie von Gustave Boulanger und Jules-Joseph Lefebvre. Um 1890 kehrte er wieder nach Prag zurück.
1889 nahm er an einer Ausstellung der Münchner Künstlergenossenschaft teil. 1891 wurde eine Zeichnung von ihm auf der Jahresausstellung der Bildenden Künstler Wiens gezeigt. Auf der Weltausstellung Paris 1900 wurde ein Werk von ihm mit einer Bronzemedaille ausgezeichnet. Bekannt wurde Rex kurz vor dem Ersten Weltkrieg, als ein von ihm geschaffener Zyklus von über 30 Gemälden mit Szenen aus dem Leben von Napoleon Bonaparte in 38 Städten gezeigt wurde.

## Familie
Rex stammte aus einer Medizinerfamilie. Sein Großvater war der aus Brünn stammende und in Prag praktizierende Wundarzt Franz Rex (1795–1855). Er war der Sohn des Oberstabsarztes und Leiters des Prager Garnisonsspitals Ignaz Rex (1822–nach 1900) und dessen Ehefrau Emma Schulz (1832–1884) geboren. Oscars Bruder war der Medizinprofessor Hugo Rex. Rex war in erster Ehe mit Marie Eudes (* 1860) verheiratet und nach deren Tod mit der aus Paris stammenden Nora Thébauet (* 1867).

## Werke (Auswahl)
Gemälde
- Im Park von Malmaison[10]
- C’est fini (Darstellung von Napoleon am Strand von St. Helena)

Bücher
- Praha je Praha [= Prag ist Prag], Prag: Karel Bellmann o. J. (= Buch mit 30 Phototypien nach Tuschezeichnungen von Rex. Dargestellt sind Szenen aus dem Alltagsleben in Prag) Digitalisat
- K. und K., Prag: Bellmann 1893 (= Mappe mit 40 montierten Phototypien nach Gemälden von Oscar Rex. Dargestellt sind Szenen aus dem österreichischen Militärdienst)
- Illustrationen zu: Ernst Wenke: Geschichte des k. u. k. 1. Böhmischen Dragoner-Regiments Kaiser Franz, Prag: Verlag des Regiments, 1896